# Transformation de Bäcklund
Les transformations de Bäcklund (nommées ainsi en référence au mathématicien suédois Albert Victor Bäcklund) sont un outil mathématique relatif aux équations aux dérivées partielles et à leurs solutions. Elles sont importantes notamment dans l'étude des solitons et des systèmes intégrables. De façon succincte, une transformation de Bäcklund est un système d'équations différentielles partielles du premier ordre, reliant deux fonctions, et dépendant souvent d'un paramètre supplémentaire. Il s'ensuit que chacune de ces deux fonctions est solution d'équations aux dérivées partielles ; chacune de ces fonctions est appelée transformation de Bäcklund de l'autre. 
Une transformation de Bäcklund peut faire intervenir deux solutions de la même équation ; auquel cas on parle de transformation de Bäcklund invariante. Grâce à une telle transformation (et en particulier, si elle dépend d'un paramètre), il est possible de déduire certaines propriétés des solutions de l'équation ; cependant, aucun moyen systématique n'est connu pour trouver des transformations de Bäcklund.

## Historique

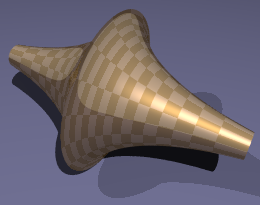
Les transformations de Bäcklund trouvent leur origine comme transformations de pseudosphères dans les années 1880.

Les transformations de Bäcklund proviennent de la géométrie différentielle : le premier exemple non trivial est la transformation de pseudosphères introduite par L. Bianchi et A.V. Bäcklund dans les années 1880. C'est une construction géométrique d'une nouvelle pseudosphère à partir d'une telle surface, en utilisant une solution d'une équation différentielle linéaire. Les pseudosphères peuvent être décrites comme solutions de l'équation sinus-Gordon (en), et donc, les transformations de Bäcklund de surfaces peuvent être vues comme transformations de solutions de l'équation sinus-Gordon.

## Exemples

### Équations de Cauchy–Riemann
L'exemple le plus simple de transformation de Bäcklund réside dans les équations de Cauchy-Riemann :
{\displaystyle u_{x}=v_{y},\quad u_{y}=-v_{x},\,}
reliant les parties réelle u et imaginaire v d'une fonction holomorphe. Ce système d'équations partielles du premier ordre a les propriétés suivantes :
1. si u et v sont solutions des équations de Cauchy–Riemann, alors u est une solution de l'équation de Laplace (c'est-à-dire, une fonction harmonique), et v l'est aussi. Cela se déduit immédiatement en différenciant chaque équation par rapport à x et y, en remarquant que 
{\displaystyle u_{xy}=u_{yx},\quad v_{xy}=v_{yx},.\,}
2. Réciproquement, si u est une solution de l'équation de Laplace, alors il existe des fonctions v permettant de résoudre les équations de Cauchy–Riemann.

Dans ce cas, une transformation de Bäcklund d'une fonction harmonique n'est juste qu'une fonction harmonique conjuguée (en). Les propriétés ci-dessus signifient plus précisément, que l'équation de Laplace pour u et celle pour v sont les conditions d'intégrabilité (en) permettant de résoudre les équations de Cauchy–Riemann.
Ceci sont les caractéristiques principales d'une transformation de Bäcklund : si l'on a une équation aux dérivées partielles pour u ainsi qu'une transformation de Bäcklund de u vers v, on peut en déduire une équation différentielle partielle pour v.
Cet exemple est plutôt trivial, parce que les trois équations (celle pour u, celle pour v ainsi que la transformation de Bäcklund les reliant) sont linéaires. Les transformations de Bäcklund deviennent plus intéressantes lorsque seulement l'une des trois est linéaire.

### Équation sinus-Gordon
Supposons que u est une solution de l'équation de sinus-Gordon (ou sine-Gordon en anglais)
{\displaystyle u_{xy}=\sin u.\,}
Alors le système
{\displaystyle {\begin{aligned}v_{x}&=u_{x}+2a\sin {\Bigl (}{\frac {u+v}{2}}{\Bigr )}\\v_{y}&=-u_{y}+{\frac {2}{a}}\sin {\Bigl (}{\frac {v-u}{2}}{\Bigr )}\end{aligned}}\,\!}
(où a est un paramètre arbitraire) est résoluble pour une fonction v satisfaisant elle aussi l'équation sinus-Gordon. Il s'agit donc d'un exemple de transformation de Bäcklund invariante.
En utilisant un système matriciel, il est aussi possible de trouver une transformation de Bäcklund linéaire pour les solutions de cette équation.

### Équation de Liouville
Une transformation de Bäcklund peut permettre de passer d'une équation différentielle partielle non linéaire à une autre équation différentielle plus simple, voire linéaire.
Ainsi, si u et v sont reliées entre elles par la transformation de Bäcklund
{\displaystyle {\begin{aligned}v_{x}&=u_{x}+2a\exp {\Bigl (}{\frac {u+v}{2}}{\Bigr )}\\v_{y}&=-u_{y}-{\frac {1}{a}}\exp {\Bigl (}{\frac {u-v}{2}}{\Bigr )}\end{aligned}}\,\!}
(où a est un paramètre arbitraire), et si u est une solution de l'équation de Liouville
{\displaystyle u_{xy}=\exp u\,\!}
alors v est une solution de l'équation beaucoup plus simple {\displaystyle v_{xy}=0}, et vice-versa.
On peut donc résoudre l'équation de Liouville (non linéaire) en utilisant une équation différentielle linéaire plus simple.